# Lijst van afleveringen van Sliders
Dit is een lijst van afleveringen van Sliders, een sciencefictionserie rond de avonturen van een groep mensen die iedere aflevering in andere parallelle universums terechtkomen. De serie Sliders telt vijf seizoenen. Een overzicht van alle afleveringen is hieronder te vinden.

## Seizoen 1
Eerste uitzending: 22 maart 1995
We maken kennis met de groep Sliders, Quinn, Wade, Arturo en Rembrandt
1. Pilot – deel 1 Quinn Mallory (gespeeld door Jerry O'Connell) probeert een anti-zwaartekrachtgenerator te bouwen. In plaats daarvan ontdekt hij een toegangspoort naar een parallel universum. Hij laat zijn uitvinding zien aan zijn collega Wade Wells (gespeeld door Sabrina Lloyd) en zijn professor Maximillian Arturo (gespeeld door John Rhys-Davies). Ze worden in het wormgat gezogen en Rembrandt Brown (gespeeld door Cleavant Derricks) wordt per ongeluk meegenomen.
2. Pilot – deel 2 Nadat Quinn aan de timer heeft zitten knoeien, zitten de sliders in een parallel universum waar Amerika door de Sovjets is veroverd.
3. Fever – De Sliders komen in een wereld waar veel medicijnen nog niet zijn uitgevonden en er heerst een dodelijke ziekte.Wade raakt ziek terwijl de professor de penicilline gaat uitvinden.
4. Last Days – De Sliders komen in een wereld waar de aarde bedreigd wordt door een meteoor. Quinn en Wade besluiten er maar het beste van te maken, terwijl de professor een atoombom gaat bouwen.
5. Prince of Wales – De Sliders komen in wereld waar Amerika nog steeds onder de kroon van Engeland valt. De professor is daar de lokale sheriff.
6. Summer of Love – Om een groep spinnenwespen te ontvluchten raken de Sliders gescheiden. Wade en Rembrandt komen tussen allemaal hippies terecht en Quinn en de professor in handen van de politie.
7. Eggheads – De Sliders komen in een wereld waar intelligente mensen meer aanzien hebben dan sporters. Quinn is zo'n topsporter.
8. The Weaker Sex – De Sliders komen in een wereld waar vrouwen meer macht hebben dan mannen. De professor stelt zich verkiesbaar als eerste mannelijk president.
9. The King is Back – De Sliders komen in een wereld waar Rembrandt net zo'n beroemde zanger is als Elvis Presley.
10. Luck of a Draw – De Sliders komen in een op het eerste gezicht een paradijselijke wereld. Iedereen wordt aangemoedigd mee te doen aan de loterij. Als Wade wint, komt ze erachter dat er altijd een prijs betaald moet worden.

## Seizoen 2
Eerste uitzending: 1 maart 1996
1. Into the Mystic – De Sliders komen in een wereld waar hekserij plaatsvindt.
2. Love gods – De Sliders komen in een wereld waar een groot tekort aan mannen is. Quinn, de professor en Rembrandt worden in een soort broedcentrum gestopt.
3. Gillian of the Spirits – Nadat de vortex is getroffen door bliksem, is Quinn op het astrale niveau terechtgekomen. De enige die hem kan helpen is een meisje dat het astrale niveau kan zien.
4. The Good, the Bad and the Wealthy – De Sliders komen in wereld waar het Wilde Westen nog steeds bestaat.
5. El Sid – De Sliders komen in een wereld waar San Francisco een grote gevangenis is.
6. Time Again and World De Sliders komen op een wereld waar de Grondwet niet bestaat.
7. In Dino Veritas – De Sliders komen in een wereld waar San Francisco een groot dinopark is.
8. Post Traumatic Slide Syndroom – De Sliders zijn op een wereld gekomen die heel erg lijkt op hun thuiswereld.
9. Obsession – De Sliders komen in een wereld waar 10% van de mensen gedachtelezers zijn.
10. Greatfellas – De Sliders komen in een wereld waar de maffia het nog steeds voor het zeggen heeft. Rembrandt is een beruchte misdaadbestrijder.
11. The Young and the Relentless – De Sliders komen in een wereld waar de jeugd het voor het zeggen heeft.
12. Invasion – De Sliders komen in contact met de Kromaggs.
13. As Time Goes By – De Sliders komen in drie verschillende universums: de eerste is het universum waar Quinn wordt gered door een schoolvriendin. De anderen worden geëxpulseerd naar Canada. In de volgende wil Quinn zijn vriendin weer zien. In het derde universum loopt de wereld de andere kant op.

## Seizoen 3
Eerste uitzending: 20 september 1996
1. Rules of the Game – De Sliders komen in een levensecht oorlogsspel terecht.
2. Double Cross – De Sliders komen op een wereld waar een energietekort heerst. Ze ontmoeten Logan, de vrouwelijk dubbelganger van Quinn.
3. Electric Twister Acid Test – De Sliders komen in een wereld die geteisterd wordt door elektrische tornado's.
4. The Guardian – De Sliders komen op een wereld die langzamer draait dan normaal. Hierdoor leven ze nog in het verleden. Quinn probeert een trauma uit zijn jeugd te verwerken.
5. The Dream Masters – De Sliders bestrijden de droommeesters, die mensen terroriseren in hun dromen.
6. Desert Storm – De Sliders komen op een wereld waar water heel schaars is.
7. Dragonslide – De Sliders komen op een wereld waar magische figuren het voor het zeggen hebben.
8. The Fire within – De Sliders nemen per ongeluk een levende vlam mee uit een wereld naar een wereld die barst van de olie.
9. The Prince of Slides – De Sliders komen op een wereld waar Amerika een monarchie is. Rembrandt wordt voor zijn dubbelganger aangezien en moet de toekomstige troonopvolger 'dragen'.
10. Death man Sliding – Quinn wordt aangezien voor zijn dubbelganger en komt in een tv-show terecht waar hij ter dood veroordeeld wordt.
11. State of the Art – De Sliders komen in een wereld waar de mensen zijn uitgeroeid door robots.
12. Season Greedings – Om geld te verdienen gaan Rembrandt, Wade en Quinn werken in een winkelcentrum. Wade ontmoet haar zus en haar vader.
13. Murder Most Foul – De professor krijgt een hersenbehandeling en denkt dat hij een detective is die Jack the Ripper kan opsporen.
14. Slide like an Egyptian – De Sliders komen in een wereld waar een Egyptisch cultuur heerst. Ze zitten opgesloten in een piramide met een gigantische scarabee.
15. Paradise Lost – De Sliders komen in klein dorpje waar de bewoners bang zijn voor buitenstaanders. Maar er is meer aan de hand.
16. Exodus deel 1 – De Sliders komen op een wereld die wordt bedreigd door pulsars. De Slidingtechniek wordt gebruikt om de mensen naar een parallelle wereld te evacueren.
17. Exodus deel 2 – Terwijl de Sliders volop bezig zijn met de evacuatie, wordt de professor gedood door kolonel Rickman.
18. Sole Survivors – De Sliders, nu versterkt met Maggie Becket, komen in wereld waar zombies rondlopen en Quinn wordt er door een gebeten.
19. The Breeder – Maggie krijgt een parasiet in haar lichaam en de Sliders moet alles doen om haar te redden.
20. The Last of Eden – De Sliders komen op een wereld die geteisterd wordt door aardbevingen. Wade valt in een diep gat en Quinn gaat haar achterna.
21. The Other Slide of Darkness – De Sliders volgen Rickman naar een bijgelovig stadje. Quinn en Maggie worden gevangen door de bewoners die in een mysterieuze mist wonen.
22. Slither – Quinn en Rembrandt zitten gevangen tussen allemaal slangen. Maggie en Wade proberen ze vinden.
23. Dinoslide – In hun zoektocht naar Rickman komen de Sliders bij de Nieuwe Wereld die zij hebben helpen koloniseren. De kolonisten worden geteisterd door een T-Rex.
24. Stoker – Wade raakt in de ban van een muziekband met een charismatisch leider die eigenlijk een vampier is. De anderen proberen Rickman te vinden.
25. The Slide of Paradise – De Sliders zitten Rickman op de hielen, die inmiddels op een wereld zit waar een gekke geleerde mensen en dieren met elkaar gekruist heeft.

## Seizoen 4
Eerste uitzending: 8 juni 1998
1. Genesis – De Sliders komen tot de ontdekking dat de aarde is overwonnen door de Kromaggs.
2. Prophets and Loss – De Sliders komen in een wereld waar het Orakel over de VS heerst. Zijn beloftes zijn dodelijk bedrieglijk.
3. Common Ground – De Sliders komen op Aarde 147 terecht, op deze aarde voeren de Kromaggs experimenten op mensen uit.
4. Virtual Slide – De Sliders zijn in een ziekenhuis, opgenomen in een virtuele wereld die hen sneller beter moet maken.
5. World Killer – De Sliders landen in een verlaten San Francisco en ontmoeten de dubbelganger van Quinn.
6. Oh Brother, Where Art Thou? – De Sliders vinden Quinns pas ontdekte broer op een amish-achtige aarde.
7. Just Say Yes – De Sliders komen op een parallelle aarde terecht waar drugs niet verboden zijn, maar zelfs verplicht om de bevolking gelukkig te houden.
8. The Alternateville Horror – Een zure-regenbui dwingt de Sliders onderdak te zoeken in een spookhotel.
9. Slidecage – Quinn en Colin hebben eindelijk toegang tot de coördinaten van hun thuis.
10. Asylum – De Sliders komen op een wereld waar te kort is aan brandstof, Rembrandt wordt verliefd op een dokter die de gewonde Quinn kan redden.
11. California Reich – De Sliders komen op een wereld waar racisten heersen in Californië, Rembrandt wordt opgepakt om een gezichtsloze slaaf te worden.
12. The Dying Fields – De Sliders komen in een wereld wat een Kromaggs trainingskamp is, hierin jagen halfmenselijke Kromaggs op mensen.
13. Lipschitz Live! – De Sliders worden opgesplitst. In de 2 uur voor ze glijden geeft Quinn de anderen een teken via een tv-show.
14. Mother and Child – De Sliders helpen een moeder en kind te ontsnappen uit een Kromaggs broedkamp en terug te keren naar haar wereld waar de Kromaggs verslagen zijn.
15. Net Worth – De Sliders komen in een wereld terecht waar iedereen verslaafd is aan het internet.
16. Slide by Wire – De Silders komen, met een dubbelganger van Maggie, in een wereld terecht waar technologie verboden is.
17. Data World – De Sliders zitten gevangen in het "Chandler Hotel" als een digitale versie van zichzelf.
18. Way Out West – De Sliders komen op een Aarde terecht waar het Wilde Westen nooit opgehouden is. Tevens ontmoeten zij een oude vijand.
19. My Brother's Keeper – De Sliders komen in een wereld waar klonen gekweekt worden voor reserve-lichaamsdelen. Quinn wordt voor een kloon aangezien.
20. The Chasm – De Sliders komen in een wereld waar iedereen gelukkig is, maar snel komen zij achter het geheim van al dit geluk.
21. Roads Taken – De Sliders komen na een korte scheiding terecht in een wereld die verscheurd wordt van oorlogen. Quinn en Maggie worden ernstig ziek en lijken aan ouderdom te overlijden.
22. Revelations – De Sliders komen terecht op een saaie wereld waar Rembrandt een sci-fi-boek vindt dat meer dan een grote gelijkenis met hun levens vertoont, samen met de schrijver gaan de Sliders terug naar hun thuis wereld.

## Seizoen 5
Eerste uitzending: 11 juni 1999
1. The Unstuck Man – Tijdens hun slide wordt Colin vermist en Quinn fuseert met een parallelle versie van zichzelf. Diana Davis besluit met de Sliders mee te gaan.
2. Applied Physics – Diana probeert de twee Quinns terug te krijgen en komt voor het eerst haar dubbelganger tegen.
3. Strangers and Comrades – De Sliders komen aan op een wereld waar een bloederige strijd met de Kromaggs heerst. De bunker die bewaakt wordt geeft wellicht de sleutel tot de vrijheid.
4. The Great Work – De Sliders komen op een wereld terecht waar monniken het "Grote Werk", waarin de beschaving van de mensheid in beschreven staat, moeten beschermen.
5. New Gods for Old – Mallory is verlamd en kan alleen door een stel spirituele genezers geholpen worden, maar hun kuur is verdacht.
6. Please Press One – Maggie wordt ontvoerd door een bedrijfsconcern wat het alleenrecht heeft op distributie van eten, drinken en het geven van onderdak.
7. A Current Affair – De Sliders komen op een wereld terecht waar sensatiepers de baas is, door een foto in de krant raakt Maggie verwikkeld in een affaire met de president.
8. Java Jive – De Sliders komen op een wereld terecht waar een cafeïneverbod geldt. Ze ontmoeten een nachtclubeigenares wier geliefde vermoord is door Rembrandts dubbelganger.
9. The Return of Maggie Beckett – De Sliders komen op een wereld terecht waar Maggie een astronautenheld is. Zij wordt ontvoerd, wat tot een ontmoeting met haar vader leidt.
10. Easy Slider – De Sliders komen op een wereld terecht waar motoren verboden zijn. Mallory valt voor de stoere leider van een bikerbende.
11. Requiem – Rembrandt heeft een droom over Wade, die in contact met hem probeert te komen. Als er een mysterieuze vortex komt besluiten de Sliders Wade te helpen.
12. Map of the Mind – De Sliders sliden een gesticht binnen tijdens een rel, Rembrandt en Maggie kunnen ontsnappen. Diana wordt voor patiënt aangezien en zal geherprogrammeerd worden.
13. A Thousand Deaths – De Sliders komen op een wereld waar miljoenen mensen aan virtuele spelletjes verslaafd zijn en ontdekken dat iedereen die dood gaat in een spel (weg-gepixeliseerd) ook echt sterft. Na 1000 levens treedt de waanzin op.
14. Heavy Metal – De Sliders komen op een wereld waar geen aluminium bestaat. Door een defecte timer sliden zij de oceaan in. Hun enige kans op veiligheid (naar Californië) is zich aan te sluiten bij piraten.
15. To Catch a Slider – Door de defecte timer worden de Sliders wanhopig. Om te kunnen blijven sliden moeten zij gaan stelen.
16. Dust – De Sliders verdwalen in de woestijn en treffen een archeologische opgraving van een begraven Los Angeles aan.
17. Eye of the Storm – Een oud bekende professor heeft een muur gebouwd die inkrimpt en alles opslokt. Samen met de Sliders zoekt hij een manier om het te stoppen.
18. The Seer – De Sliders vinden hun thuiswereld met behulp van een cd van de professor (vorige aflevering). De mensen hebben de Kromaggs verslagen en zijn fans van de Sliders.

Laatste uitzending: 4 februari 2000